# EA Salt Lake
EA Salt Lake ist ein Entwickler von Computer- und Videospielen und eine Tochterfirma von Electronic Arts (EA). Der Sitz befindet sich in Salt Lake City, Utah.

## Geschichte
Im Jahr 1992 wurde das Unternehmen Headgate Studios von Vance Cook gegründet. Das erste Produkt war ein wissenschaftlicher Taschenrechner für Windows. Zwischen 1996 und 1999 entwickelte Headgate Studios Golf-Spiele für Sierra Entertainment. Im April 1996 wurde Headgate von Sierra gekauft. Am 22. Februar 1999 kündigte Sierra eine große Umstrukturierung an und verkaufte die Rechte von Headgate zurück an Cook.
Im Jahr 2000 begann Headgate unter anderem die Videospielserie Tiger Woods PGA Tour für Electronic Arts zu entwickeln. Am 1. Dezember 2006 wurde Headgate von Electronic Arts erworben und in EA Salt Lake umbenannt. Der Fokus wurde dabei auf die Entwicklung von Spielen für die Nintendo Wii gelegt.
Am 21. Juli 2010 wurde der Sitz von Bountiful (Utah) nach Salt Lake City verlegt.

## Produkte

### Als Headgate Studios
- PentaCalc Pro
- Front Page Sports: Golf
- The Laptop Collection
- PGA Championship Golf 2000
- PGA Championship Golf 2000: Titanium Edition
- Tiger Woods PGA Tour 2001 (2000)
- Tiger Woods PGA Tour 2002 (2001)
- Tiger Woods PGA Tour 2003 (2002)
- Tiger Woods PGA Tour 2004 (2003)
- Tiger Woods PGA Tour 2005 (2004)
- Tiger Woods PGA Tour 06 (2005)
- Der Pate (für Windows – 2006)
- Tiger Woods PGA Tour 07 (für PS2, Wii, Xbox und Windows – 2006)
- Madden NFL 07 (für Windows – 2006)

### Als EA Salt Lake
- Die Sims 2: Haustiere (für Wii – 2007)
- Tiger Woods PGA Tour 08 (für PS2, Wii und Windows – 2007)
- Madden NFL 08 (für Windows – 2007)
- Littlest Pet Shop (für Wii – 2008)
- Littlest Pet Shop: Friends (für Wii – 2009)
- Littlest Pet Shop 3: Biggest Stars (für Nintendo DS – 2010)
- Nerf N-Strike (für Wii und Nintendo DS)
- Nerf N-Strike: Elite (für Wii)
- Monopoly Streets (für PS3, Wii und Xbox 360 – 2010)
- Hasbro Family Game Night 4: The Game Show (für PS3 und Xbox 360 – 2011)
- Die Sims 3: Einfach tierisch (für Nintendo 3DS – 2011)
- Die Sims 3: Showtime (für Windows – 2012)
- Die Sims 3: Supernatural (für Windows – 2012)
- Die Sims 3: Wildes Studentenleben (für Windows – 2013)
- Die Sims 3: Into the Future (für Windows – 2013)
- Risk: Factions (für PSN, Facebook, Xbox Live und Windows)
- TETRIS Blitz (für Android und iOS)